# Верховский, Александр Тимофеевич
Александр Тимофеевич Верховский (11 апреля 1825 — 2 марта 1882) — российский врач, полиглот и писатель, известный своими библейско-историческими и церковно-историческими работами. Сын Тимофея Александровича Верховского и брат писателя и единоверческого священника Иоанна Верховского.
Главный его литературный труд — «Библейско-исторический словарь», начатый им в 1871 году и доведённый, в 5 выпусках, до буквы і (в 1876 г.), где образцом для него послужил знаменитый английский библейский словарь Смита.
Русско-турецкая война прервала эту работу, и Верховский в течение двух лет трудился в качестве полкового врача в действовавшей за Балканами армии. По возвращении с театра войны Верховский вновь отдался своим любимым занятиям и параллельно с «Библейско-историческим словарём» предпринял в 1881 году другое обширное издание — «Церковно-исторический словарь». Располагая к этому времени значительными средствами, он имел в виду привлечь к этому изданию все лучшие учёные силы в области церковной истории, о чём и сделал печатное заявление, но ему удалось издать только один выпуск этого словаря: он умер в 1882 году.
Верховский знал до 12 языков, древних и новых; из них древнееврейский язык он изучил уже будучи 50 лет от роду, для чего в течение двух лет слушал лекции по еврейскому языку и библейской археологии в Санкт-Петербургской духовной академии.